# Pilar Clavería "La Rona"
Pilar Clavería Mendoza (Moyuela, 25 de junio de 1946- Zaragoza, 30 de diciembre de 2023), conocida como La Rona, fue la primera mujer presidenta de una asociación gitana en España.

## Biografía
Clavería nació en Moyuela, debido a que su familia se encontraba trabajando en esos momentos en la localidad. Pasó su infancia en Azuara y, junto a sus padres, se trasladó a Zaragoza donde empezó a trabajar con 16 años sirviendo en una casa.
Contrajo matrimonio con 19 años y tuvo 10 hijos. Posteriormente, inició la participación en el asociacionismo gitano.
En 1985 la nombraron presidenta de la Asociación de Promoción Gitana de Zaragoza y desde 1999 hasta 2005 fue presidenta de la Federación Nacional de Mujeres Gitanas KAMIRA. Nunca cesó en su activismo, ejerciendo en sus últimos años la presidencia de la Federación de Asociaciones Gitanas de Aragón (FAGA) y formando parte del Consejo Estatal del Pueblo Gitano.
Defendió los derechos, la cultura y la lucha contra los prejuicios del pueblo gitano, siendo un hito en 1988, durante su presidencia en la asociación, su contribución a la erradicación de La Quinta Julieta, zona del barrio zaragozano de Torrero que se construyó para la prestación de viviendas para familias gitanas, pero que se había convertido en un espacio de exclusión social.
Luchó para que la mujer gitana estudiara, se formara y trabajara, como cualquier otra mujer.Trabajo y viviendas dignos fueron los dos pilares básicos de sus reivindicaciones para la mejora de las condiciones de vida del pueblo gitano.
Falleció el 30 de diciembre de 2023, a los 77 años, de un infarto.

## Reconocimientos
- Cruz de Oro de la Orden Civil de la Solidaridad Social 2010 "por su importante contribución en la mejora de las condiciones de vida del pueblo gitano, en especial por su atención a la mujer gitana y su preocupación por la escolarización plena de los niños gitanos".[12][13]
- Medalla al Mérito Social del Gobierno de Aragón en 1995 "por su labor de integración y promoción del colectivo gitano".[8][14]
- El 12 de enero de 2024, Día de la Cultura Gitana, en el Ayuntamiento de Zaragoza se le rindió un homenaje, al que asistieron más de doscientas personas, que concluyó con el Gelem Gelem, himno del pueblo gitano.[15][16]Durante él se anunció que sería nombrada Zaragozana Ejemplar a título póstumo y que se daría su nombre a una calle o espacio municipal.[17]